# Otto Wiener (físico)
Otto Heinrich Wiener (Karlsruhe, 15 de junho de 1862 — Leipzig, 18 de janeiro de 1927) foi um físico alemão.

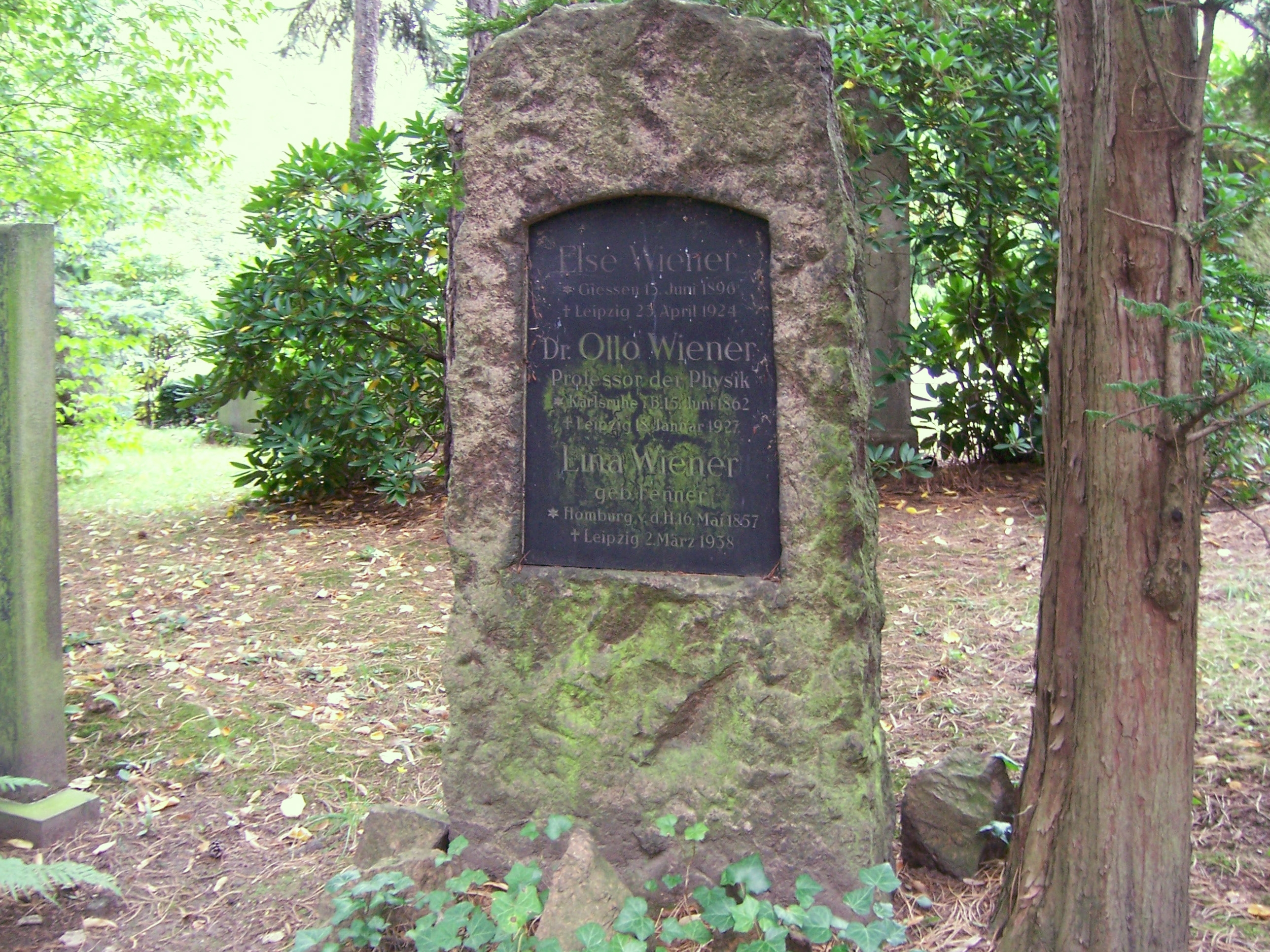
Sepultura no Südfriedhof (Leipzig)

## Obras
- Die Erweiterung unserer Sinne. Akademische Antrittsvorlesung gehalten am 19. Mai 1900. Leipzig 1900.
- Der Zusammenhang zwischen den Angaben der Reflexionsbeobachtungen an Metallen und ihrer optischen Konstanten. Teubner 1908.
- Über Farbenphotographie und verwandte naturwissenschaftliche Fragen. Vortrag gehalten auf der 80. Naturforscherversammlung zu Cöln am Rhein in der Gesamtsitzung beider Hauptgruppen am 24. September 1908. In: Verh. der Ges. Dt. Naturforscher und Ärzte. 80. Vers. zu Köln. Tl. 1. Vogel, Leipzig 1909.
- Vogelflug, Luftfahrt und Zukunft, mit einem Anhang über Krieg und Völkerfriede. Barth, Leipzig 1911.
- Die Theorie des Mischkörpers für das Feld der stationären Strömung. 1. Abhandlung: Die Mittelwertsätze für Kraft, Polarisation und Energie. (Abhandlungen der mathematisch-physikalischen Klasse der königlichen sächsischen Gesellschaft der Wissenschaften. Band 32, Nr. 6.) Leipzig 1912.
- Physik und Kulturentwicklung durch technische und wissenschaftliche Erweiterung der menschlichen Naturanlagen. Leipzig, Berlin 1919.
- Fliegerkraftlehre. Hirzel, Leipzig 1920. (Arbeiten über aeronautische Probleme; Einführung in das Flugwesen und die Aerodynamik für angehende Flieger.)
- Das Grundgesetz der Natur und die Erhaltung der absoluten Geschwindigkeit im Äther. Abhandlungen der sächsischen Akademie der Wissenschaften, mathematisch-physikalische Klasse Nr. IV. Teubner, Leipzig 1921.
- Schwingungen elastischer Art im kräftefreien Strömungsäther. In: Physikalische Zeitschrift. Band 25. 1924, S. 552–559.
- Weiten, Zeiten, Geschwindigkeiten. Ein Gespräch über grundlegende naturwissenschaftliche Fragen. Düsseldorf 1925.
- Natur und Mensch. Die Naturwissenschaften und ihre Anwendungen. 4 Bände. Hrsg. v. C. W. Schmidt, bearb. v. H. H. Kritzinger, C. W. Schmidt, Otto Wiener, Hugo Kauffmann, K. Keilhack, G. Kraitschek, F. Cappeller, C. Schäffer u. a. de Gruyter, Berlin 1926–1931.
- Zur Theorie des Strömungsäthers. In: Physikalische Zeitschrift. Band 26. 1928, S. 73–78.